# The B-52's
The B-52's je americká hudební skupina. Vznikla v roce 1976 v Athens ve státě Georgie. Původně jí tvořila zpěvačka Cindy Wilson, její bratr, kytarista Ricky Wilson, zpěvačka a hráčka na klávesové nástroje Kate Pierson, bubeník Keith Strickland a hráč na cowbell a zpěvák Fred Schneider. Své první album skupina vydala v roce 1979 a jeho producentem byl Chris Blackwell. Následovala dvě další alba a roku 1985 zemřel na AIDS kytarista Ricky Wilson. Ten se skupinou stihl nahrát ještě její čtvrté album, které však vyšlo až téměř rok po jeho smrti. Do roku 2008 skupina vydala další tři studiová alba. Při koncertech skupinu doprovází několik dalších hudebníků, například bubeník Sterling Campbell.

## Diskografie
- The B-52's (1979)
- Wild Planet (1980)
- Whammy! (1983)
- Bouncing off the Satellites (1986)
- Cosmic Thing (1989)
- Good Stuff (1992)
- Funplex (2008)